# المحمية الهندية (1763)
«المحمية الهندية» هو مصطلح تاريخي لمنطقة غير مستعمرة إلى حد كبير في أمريكا الشمالية حصلت عليها بريطانيا العظمى من فرنسا من خلال معاهدة باريس (1763) في نهاية حرب السنوات السبع (المعروفة باسم الحرب الفرنسية والهندية في المسرح الأمريكي الشمالي)، وقد تم وضعها جانبًا في الإعلان الملكي لعام 1763 لاستخدامها من قبل الأمريكيين الأصليين، الذين سكنوها بالفعل. كانت الحكومة البريطانية قد فكرت في إنشاء دولة هندية حاجزة في جزء من المحمية غرب جبال الأبالاش، وكان سيحدها نهر أوهايو ونهر المسيسيبي والبحيرات العظمى. كان المسؤولون البريطانيون يتطلعون إلى إقامة مثل هذه الدولة حتى بعد تخصيص المنطقة للولايات المتحدة بموجب معاهدة باريس (1783) التي أنهت الحرب الثورية الأمريكية، لكنهم تخلوا عن جهودهم في عام 1814 بعد أن فقدوا السيطرة العسكرية على المنطقة خلال حرب عام 1812.
في الولايات المتحدة الحالية، كانت المنطقة تتألف من جميع الأراضي الواقعة شمال فلوريدا ونيو أورليانز التي كانت شرق نهر المسيسيبي وغرب التقسيم القاري الشرقي في جبال الأبالاش التي كانت تضم سابقًا النصف الشرقي من لويزيانا (فرنسا الجديدة). وفي كندا الحديثة، كانت تتألف من جميع الأراضي الواقعة شمال البحيرات العظمى مباشرةً دون جنوب أرض روبرت التي تنتمي إلى شركة خليج هدسون، بالإضافة إلى منطقة عازلة بين مقاطعة كندا وأرض روبرت تمتد من بحيرة نيبسينغ إلى نيوفندلاند.
نظَّم الإعلان الملكي لعام 1763 على الورق الكثير من المكاسب الإقليمية الجديدة في ثلاث مستعمرات في أمريكا الشمالية - شرق فلوريدا وغرب فلوريدا وكيبك. تُركت باقي الأراضي البريطانية الموسعة للأمريكيين الأصليين. أكد ترسيم التقسيم الشرقي، بعد سلسلة جبال أليغيني في جبال الأبالاش، الحد الأقصى للاستيطان البريطاني الذي تم إنشاؤه في معاهدة إيستون لعام 1758، قبل حرب بونتياك. وبالإضافة إلى ذلك، كان من المفترض أن يغادر من الإقليم جميع المستوطنين الأوروبيين (ومعظمهم من الفرنسيين) أو أن يحصوا على إذن رسمي بالبقاء. انتقل العديد من المستوطنين إلى نيو أورليانز والأراضي الفرنسية على الجانب الغربي من نهر المسيسيبي (وخاصة سانت لويس)، والتي تم التنازل عنها سرًا لإسبانيا لتصبح لويزيانا (إسبانيا الجديدة). ومع ذلك، بقي العديد من المستوطنين ولم يحاول البريطانيون طردهم.[بحاجة لمصدر]
في عام 1768، تنازل الشيروكي عن الأراضي الواقعة غرب جبال أليغيني وجنوب دولة أوهايو إلى المستعمرات بموجب معاهدة الأشغال الشاقة وكذلك من قبل الدول الست في معاهدة حصن ستانويكس. ومع ذلك، استمرت العديد من الشعوب الأصلية الأخرى، ولا سيما شوني ومينغو، في السكن والمطالبة بأراضيهم التي بيعت للبريطانيين من قبل القبائل الأخرى. أدى هذا الصراع إلى حرب دنمور في عام 1774، وانتهت بمعاهدة كامب شارلوت حيث وافقت هذه الدول على قبول نهر أوهايو كحدود جديدة.
أصبحت القيود المفروضة على الاستيطان نقطة مضيئة في الحرب الثورية الأمريكية بعد صفقة هندرسون لجزء كبير من كنتاكي من الشيروكي في عام 1775. لم يوافق زعيم الشيروكي المنشق دراجينج كانوي على البيع، ولا حتى الحكومة الملكية في لندن، التي منعت الاستيطان في هذه المنطقة. وكعمل ثوري وفي تحدٍ للتاج، بدأ المستوطنون الرواد البيض بالتدفق إلى كنتاكي في عام 1776، وعارضهم دراجينج كانوي في الحروب الشيروكية الأمريكية، والتي استمرت حتى عام 1794.

## الجدول الزمني

### المستوطنات المبكرة
- 1675 - أسس جاك ماركيت مركزًا للمهمة في قرية إلينوي الكبرى، بالقرب من يوتيكا في إلينوي
- 1680 - مذبحة الإيروكوا في القرية الكبرى
- 1680 - تم إنشاء حصن Crevecoeur في بيوريا في إلينوي
- 1696 - تأسست كاهوكيا في إلينوي
- 1703 - تأسست كاسكاسكيا في إلينوي
- 1717 - تم نقل دولة إلينوي بشكل عام من الولاية القضائية الكندية الفرنسية إلى لويزيانا الفرنسية
- 1720 - تم إنشاء فورت دي تشارترز على نهر المسيسيبي بالقرب من برايري دو روشر في إلينوي
- 1753 - تم بناء حصن جزيرة Presque بالقرب من إيري في بنسلفانيا
- 1754 - تأسست فورت دوكين في بيتسبرغ

### الحرب الفرنسية والهندية
- 1754 - وحدة فرنسية بقيادة جوزيف كولون دي جومونفيل تنقل رسالةً لجورج واشنطن لمغادرة الأراضي الفرنسية في يونيونتاون في بنسلفانيا. نصبت ميليشيا واشنطن كمينًا للوحدة الفرنسية وذكرت أحد الروايات[بحاجة لمصدر] مقتل جومونفيل على يد رئيس شعب سينيكا تاناشاريسون أثناء احتجازه في واشنطن، مما أشعل الحرب الفرنسية والهندية.
- 1754 - استسلم واشنطن لأخ جومونفيل غير الشقيق لويس كولون دي فيلييه في معركة المروج الكبرى في مقاطعة فاييت في بنسلفانيا. هذه هي المرة الوحيدة التي استسلم فيها واشنطن في المعركة.[بحاجة لمصدر] لقد وقَّع وثيقة تَحمّل المسؤولية عن اغتيال جومونفيل وأُطلق سراحه. سيتم استخدام الوثيقة لتوسيع الحرب لتشمل حرب السنوات السبع العالمية[بحاجة لمصدر]
- 1762 - بعد الهزائم الفرنسية الهائلة، تنازل الفرنسيون سرًا عن لويزيانا الواقعة على الجانب الغربي من نهر المسيسيبي لحليفتهم إسبانيا في معاهدة فونتينوبلو (1762).
- 1763 - تنازلت فرنسا عن جميع الأراضي في كندا الحديثة وجميع الأراضي الواقعة شرق المسيسيبي في معاهدة باريس (1763). تدعو الشروط إلى التسامح الديني في كيبك والهجرة غير المقيدة من كندا الفرنسية لمدة 18 شهرًا.[4]
- 1763 - أصدر جورج الثالث الإعلان الملكي الذي وضع جانبًا المحمية الهندية وأمر جميع المستوطنين بمغادرة المنطقة وأعلن أن التاج وحده دون المستعمرات الفردية هو من له الحق في التفاوض على المستوطنات.[5]

### الدفع لتوطين الأرض

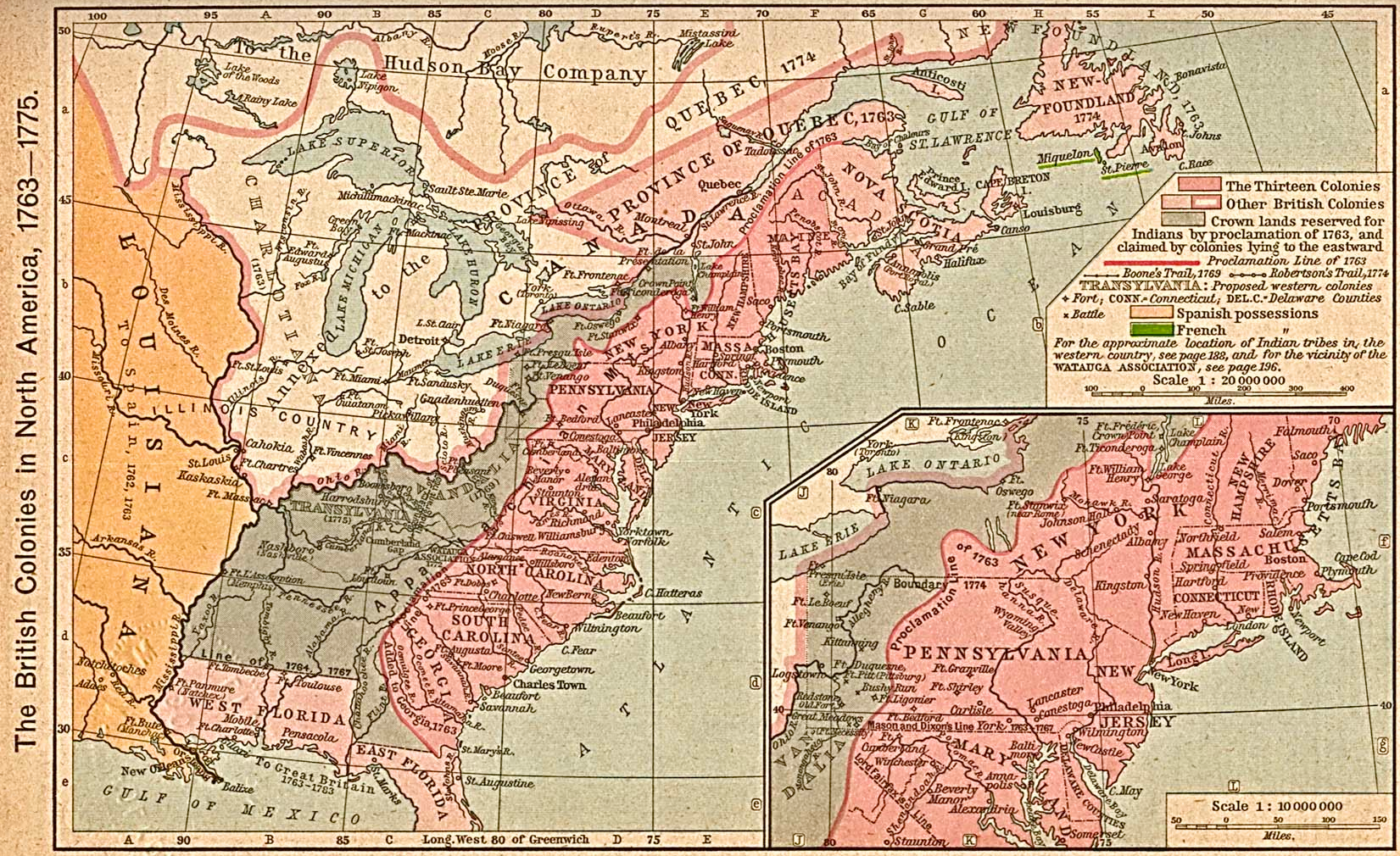
المستعمرات البريطانية في أمريكا الشمالية 1763 إلى 1775، في اندلاع الحرب الثورية الأمريكية، بما في ذلك مواقع المستعمرات المقترح شارلوتيانا، وترانسيلفانيا، وفانداليا

- 1764 - الإعلان عن استحواذ إسبانيا على الضفة الغربية لنهر المسيسيبي في لويزيانا (إسبانيا الجديدة).
- 1768 - أنشأت معاهدة حصن ستانويكس خط الملكية وخط الشراء الذي تنازل فيه شعب الإيروكوا عن جزء كبير من كنتاكي، وفيرجينيا الغربية، وأقسام من غرب بنسيلفانيا ونيويورك.[6]
- 1772 - حصلت شركة أوهايو الكبرى على ميثاق لتسوية مستعمرة فانداليا جنوب نهر أوهايو والتي أصبح معظمها الآن غرب فيرجينيا.[7]
- 1774 - وسّع قانون كيبك حدود مقاطعة كيبك ليأخذ كل الأراضي الهندية في كندا في المنطقة العازلة مع أرض روبرت بالإضافة إلى جميع الأراضي الواقعة شمال نهر أوهايو بما في ذلك إلينوي وإنديانا وميشيغان وأوهايو وويسكونسن وقسم من مينيسوتا. يعتبر هذا القانون أحد القوانين التي لا تطاق والتي ساهمت في الحرب الثورية الأمريكية.
- 1775 - أسس ريتشارد هندرسون ترانسيلفانيا (مستعمرة) فيما يعرف الآن بكنتاكي. أشعل دانيال بون وايلدرنيس تريل عبر كمبرلاند جاب وأسس بونسبورو.
- 1775 - تطالب معظم المستعمرات الثلاثة عشر رسميًا بالأرض الممتدة للحدود في خطوط مستقيمة غربًا إلى المسيسيبي.

### الحرب الثورية الأمريكية
- 1778 - بدأت الصراعات الأكبر في المسرح الغربي للحرب الثورية الأمريكية مع حصار بونسبورو حيث تم القبض على دانييل بون في البداية و«تم تبنيه» من قبل شاوني لكنه هرب في النهاية لقيادة دفاع أمريكي ناجح عن بونسبورو.[8]
- 1779 - انتصاراتٌ أمريكية في حملة إلينوي، وفورت لورينز، ومعركة سانت لويس (فقط معركة غرب نهر المسيسيبي في لويزيانا الإسبانية).
- 1780 - أعاد البريطانيون تأكيد سيطرتهم على المنطقة في غزو بيرد لكنتاكي.
- 1781 - انتصاراتٌ بريطانية في هزيمة لوكري والمذبحة طويلة المدى.
- 1781 - أكملت إسبانيا هزيمة بريطانيا في فلوريدا في معركة بينساكولا (1781).
- 1782 - انتصارٌ بريطاني في معركة بلو ليكس: بعد عشرة أشهر من استسلام تشارلز كورنواليس، مركيز كورنواليس الأول في حصار يوركتاون.
- 1782 - انتصارٌ أمريكي في وادي أوهايو في حصار فورت هنري؛ حرمان بريطانيا من السيطرة على المنطقة.
- 1783 - أنهت معاهدة باريس (1783) الحرب وتنازل البريطانيون عن أراضي جنوب كندا الحديثة للولايات المتحدة وفلوريدا لإسبانيا.
- 1795 - تم ترسيم الحدود بين أمريكا الشمالية البريطانية والولايات المتحدة في معاهدة جاي، وإنهاء الاحتلال البريطاني جنوب البحيرات العظمى بعد الأعمال العدائية في الحرب الهندية الشمالية الغربية.

## الحل
استوطن الأمريكيون الأوروبيون تدريجيًا في المحمية الهندية في ما يعرف الآن بالولايات المتحدة، بعد أن خضعت للسيطرة الحازمة للدولة الجديدة، وقسموها إلى أقاليم وولايات، بدءً من الإقليم الشمالي الغربي. كما تم نقل معظم الهنود (وليس كلهم) من المحمية السابقة إلى الغرب بموجب سياسات الإزالة الهندية. وبعد شراء لويزيانا، أنشأ قانون عدم التواصل الهندي لعام 1834 إقليمًا هنديًا غربي نهر المسيسيبي كوجهة، حتى تم تقسيمه أيضًا إلى أقاليم ودول للاستيطان الأوروبي الأمريكي، ولم يتبق سوى المحميات الهندية الحديثة داخل حدود الولايات الأمريكية.

## روابط خارجية
- خريطة وخلفية المنطقة من Canadiana.org
- خريطة الجزء الكندي من الإقليم من مكتبة بوسطن العامة
- إعلان عام 1763 من UShistory.org (جمعية قاعة الاستقلال)